# Eupithecia luteostrigata
Eupithecia luteostrigata là một loài bướm đêm trong họ Geometridae.